# Pollution induite par les munitions
Toutes les munitions de guerre et l'essentiel des munitions de chasse contiennent des composants ou agents toxiques et/ou polluants. La toxicité des munitions tirées ou non tirées est un des problèmes de séquelles des guerres qui préoccupe de plus en plus les experts en pollution environnementale.
Les mémoriaux ont rassemblé de nombreux témoignages sur les séquelles de guerres mais, étonnamment, il semble que les impacts écotoxicologiques ou même sanitaires liés aux munitions tirées ou perdues aient été complètement oubliés par les historiens, comme d'ailleurs par les gestionnaires et usagers des sites concernés.
Des munitions dites « vertes » ou « non polluantes » ont été conçues à partir de la fin du XXe siècle, mais elles ne sont que très marginalement vendues et utilisées (moins de 0,1 % du total en service), et elles contiennent souvent encore une proportion de composants toxiques.

## Plomb

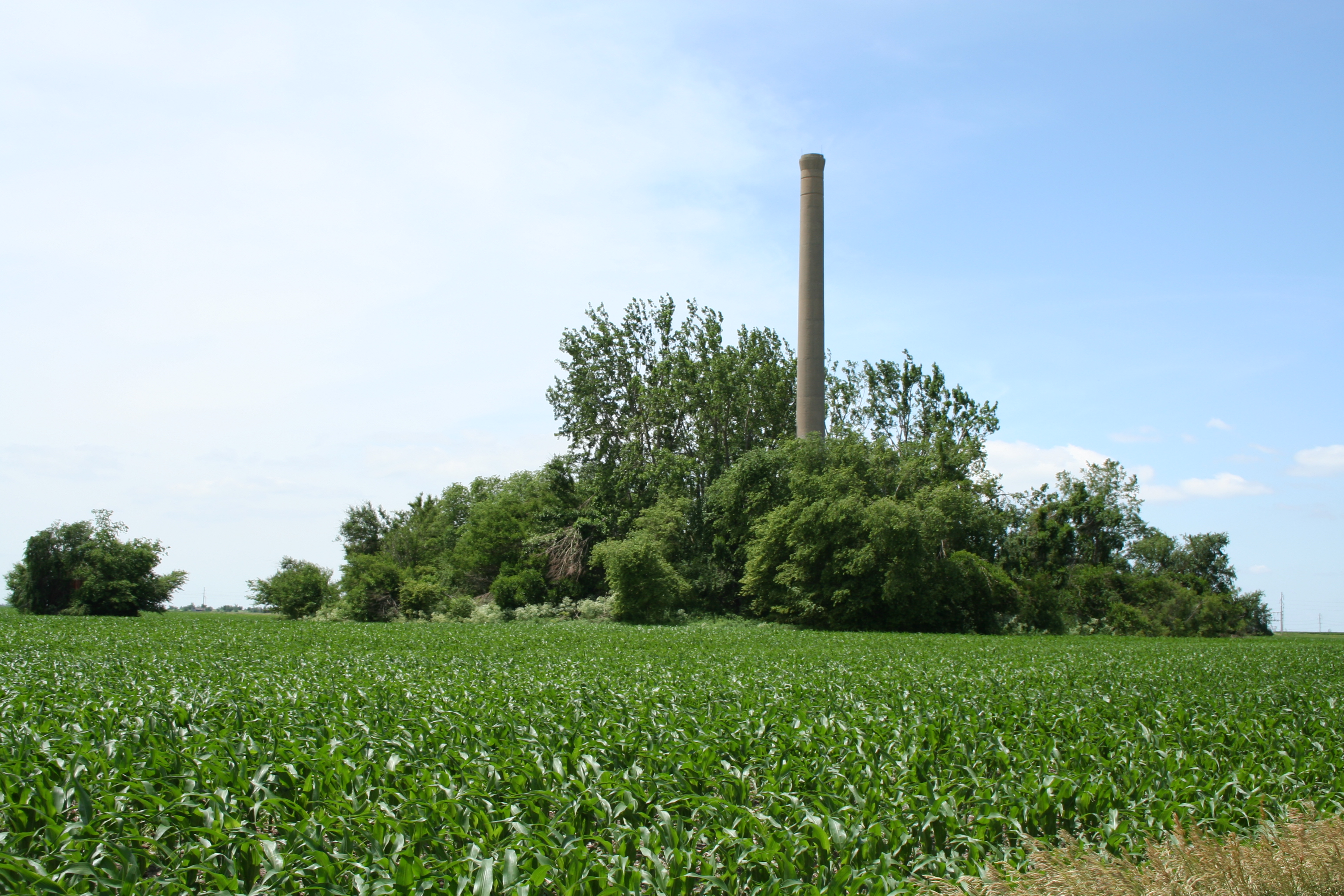
Les anciens sites, abandonnés ou non, de fabrication ou stockage ou essais de munition peuvent être durablement pollués par des fuites, accidents ou éléments des processus normaux de fonctionnement. (Ici, ruine d'une ancienne usine et site de stockage de munitions, près d'Illiopolis, dans l'Illinois)

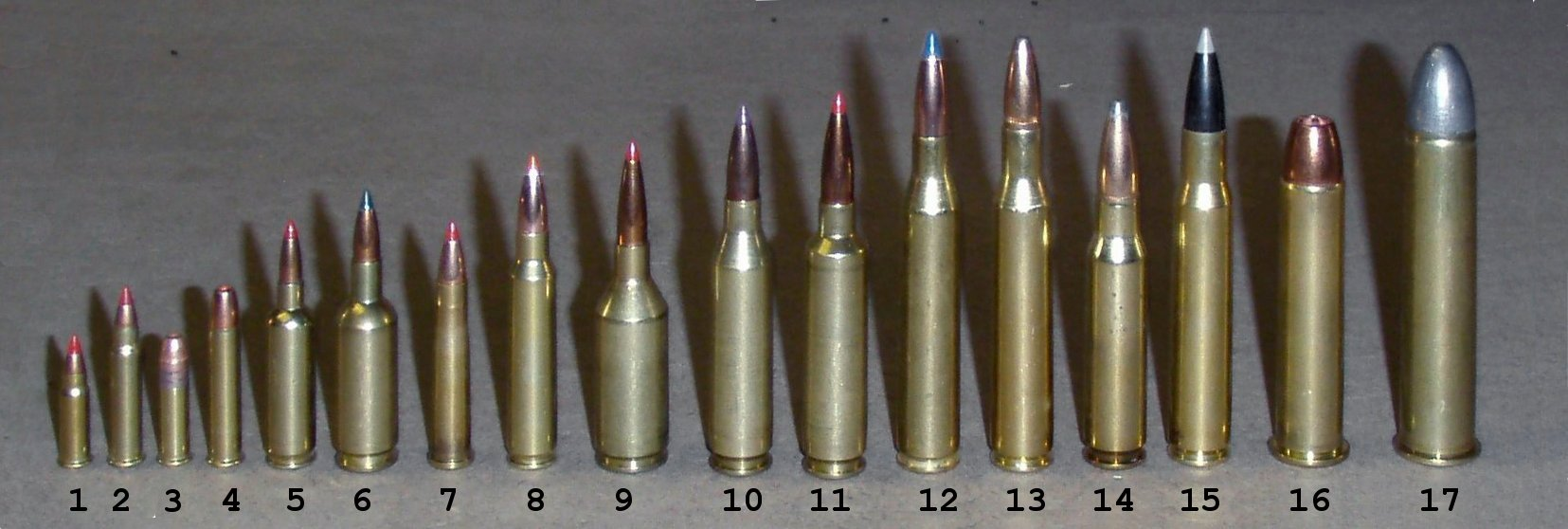
À la différence des flèches tirées par les arcs, les munitions contenant un explosif (nitrate ou autres) et une amorce (fulminate de mercure, azoture de plomb), ou une balle (ou de la grenaille) composée de métal lourd sont toutes à ce jour intrinsèquement polluantes, de par la nature de leurs composants. Les munitions dites « vertes » récemment mises sur le marché ont atténué leurs impacts environnementaux, sans les éliminer

En raison de ses caractéristiques (poids, malléabilité, disponibilité), le plomb est le composant le plus ancien et le plus utilisé pour fabriquer les projectiles et grenaille pour armes à feu et canons. Des milliards de billes de plomb durci d'arsenic et/ou d'antimoine ont été fabriquées pour les obus Shrapnel les plus utilisés dans les zones de tranchées.
On voit nettement qu'après environ 80 ans passés dans le sol, à 60 cm de profondeur environ, le plomb se délite sur la partie périphérique de la bille (couleur grise et consistance entre crémeuse et granuleuse) alors que l'oxyde blanchâtre de la bille de gauche n'a pas sensiblement corrodé la bille, qui même est restée presque intacte sur sa face aplatie à l'impact (dans un milieu plus acide, il aurait pu en être autrement). Le caractère bioassimilable du plomb oxydé en surface ou dans le sol ou dans l'eau à partir de ce type d'objet ne semble pas encore avoir été étudié. Le plomb, à l'état de molécules bioassimilables est une substance très toxique pour tous les animaux et l'Homme, notamment pour l'embryon et le fœtus.

## Autres toxiques
Le plomb est le premier polluant, mais d'autres toxiques sont présents dans les munitions ou émis par elles ; des radionucléides contenus ou produits par les armes nucléaires en passant par les gaz de combat contenus par les munitions dites « chimiques » ou l'uranium appauvri récemment utilisé, de nombreux autres composants posent des problèmes potentiels ou avérés de santé publique et d'environnement.
Ces problèmes se posent au moment de leur fabrication, au moment du tir (ex. : vaporisation de mercure issu de l'amorce ou de plomb et cuivre arraché par le frottement), au moment de l'impact (ex. : vaporisation, dispersion et inhalation d'uranium appauvri). Le risque persiste à moyen et long terme concernant les toxiques libérés par la dégradation de munitions anciennes stockées, perdues ou immergées en mer.

## Impacts à long terme des munitions tirées et obus ayant explosé
On ignore ce que sont devenus les tonnes de mercure libérés par les amorces (d'obus, balles et autre engins). Depuis un siècle, les taux de mercure croissent dans l'environnement, en mer notamment, mais il reste difficile d'en tracer l'origine. De plus le fulminate de mercure naturellement très instable était souvent stabilisé et protégé dans une capsule assez résistante à la corrosion, ce qui pourrait ralentir sa diffusion dans l'environnement.
Pour le triplé Plomb/Antimoine/Arsenic, les sites longuement pilonnés par les obus shrapnels sont probablement ceux qui pourraient poser le plus problème. En France, c'est a priori essentiellement sur terre et en zone rouge (11 départements), et plus particulièrement dans les secteurs de Verdun, de la Somme et de Vimy que ce problème se pose, avec une densité de plomb-métal qui compte parmi les plus élevées au monde. Ce « plomb de guerre » est un déchet toxique et dangereux, présent en quantité dispersée. C'est une forme de séquelle très mal prise en compte par la législation et les administrations, et non évalué du point de vue écotoxicologique et sanitaire.
Dans un domaine proche qui peut éclairer celui des séquelles de guerre, certains effets environnementaux et sanitaires du plomb de chasse (grenaille) et de pêche (agrès) ou de tir sportif ou d'exercice ont été mieux étudiés, notamment en Amérique du Nord et chez les Inuits où on a confirmé leur impact écologique et sanitaire (grâce au traçage isotopique notamment). En France, l’école nationale vétérinaire de Nantes a également confirmé et précisé le niveau de risque de saturnisme aviaire pour les oiseaux d’eau (expériences d’intoxications de canards colverts).
Même si les tonnages annuels de plomb émis annuellement par les munitions de chasse et de ball-trap ne doivent pas être sous-estimés, on ne peut transférer ces résultats au cas du plomb de guerre, généralement présent sous forme de balles, billes ou pièces ou éclats plus gros et plus lourds que la grenaille de chasse ou ball-trap, et donc a priori beaucoup plus lent à diffuser dans l'environnement.
On a curieusement éludé l'étude et le suivi des impacts écologiques et sanitaire des munitions de guerre, même là où elles ont été le plus utilisées, en particulier autour de Verdun, de Vimy ou dans la Somme, là où les sols ont été soumis à une pluie de feu, de fer et de plomb durant plusieurs mois parfois. Ni en milieu agricole, ni en milieu forestier ou urbain, il ne semble y avoir eu d'évaluation scientifique sérieuse, pas plus que de gestion des impacts écologiques liés à la toxicité des métaux lourds ou des composants des munitions de la « grande guerre ». Quelques indices montrent pourtant que le monde agricole soupçonnait dès les années 1920 les risques lié aux métaux lourds (cf. par exemple les précautions prises lors de l'installation de la première porcherie industrielle en zone rouge près de Verdun peu après la guerre).
Les premiers travaux publiés sur ce sujet en France ne datent que de la fin des années 1990 ou du début du XXIe siècle.
La nature et le pH du sol ont une grande importance pour la mobilité et la biodisponibilité de ces métaux. Par chance, la plupart des zones de combat présentaient des sols calcaires réputés peu propices à la circulation rapide des métaux toxiques.
Le risque d'incendie et d'érosion sont aussi à prendre en compte.
Les champignons sont un facteur de biomagnification du transfert des polluants qui pourrait avoir été très sous-estimé. En particulier ils pourraient accélérer le transfert de métaux tels que le mercure vers les arbres et certains animaux (dont les sangliers).

## Risques liés au vieillissement des munitions non tirées ou non explosées
(Ce paragraphe inclut les munitions perdues ou stockées en vue d'un traitement ultérieur).
Ces munitions ou engins sont une source potentielle durable de diffusion de toxiques et de polluants dans l'environnement.
Le risque et le danger d'exposition de l'Homme et de l'Environnement à ces toxiques augmente avec le temps.
Depuis 1946, des États, organisations, pêcheurs ou ONG alertent périodiquement sur la gravité de ce risque, mais il n'existe toujours pas de stratégies commune ni consensuelle concernant les impacts, la connaissance, le suivi, la gestion et le devenir des munitions cachées, perdues, et des stocks considérables d'obus et munitions dispersés dans l'environnement, mais encore potentiellement actifs pour des décennies, voire des siècles lorsque conservés à l'abri de l'air et de la corrosion.
Dans la plupart des pays européens des engins de guerre non explosés (hors mines terrestres) mais toujours en état de fonctionnement sont quotidiennement mis au jour ou détectés…
Ils causent régulièrement la mort ou des blessures corporelles par perforation, amputation, arrachement ou effet de choc, mais aussi surdité, cécité, graves brûlures, sans parler du traumatisme psychologique.
Au Kosovo, 2/3 des victimes des engins non explosés sont des enfants.
Au Cambodge, selon AeDe, les enfants sont trois fois plus victimes d'engins non explosés que de mines ! Obus, mortiers, grenades, roquettes, bombes et "sous-munitions" issues de bombes d'avion du type cluster ou dispenser restent une menace permanente, même des décennies après les conflits. Localement, jusqu'à 1/3 des bombes du type cluster ou « bombelettes » sont encore actives. Sur certains terrains « mous » (vases, tourbes, boue, sédiments, zones humides) de nombreux engins n'ont pas explosé (jusqu'à 80 % sur certains sites de 14-18).
Dans les vases froides et peu oxygénées ou à grande profondeur les munitions et certains agents chimiques peuvent se conserver bien plus longtemps qu'exposées à l'air ou en sub-surface, ce qui ne signifie pas qu'elles perdent de leur toxicité.
Dans l'ex-URSS qui a beaucoup contribué à la course aux armements lors de la guerre froide, les risques pour l'environnement et de perte de la « mémoire des faits » sont élevés, y compris concernant les armes nucléaires. Mais ailleurs l'information reste très peu disponible, et il semble qu'en Belgique, on ait oublié durant au moins 20 ans le dépôt immergé de Zeebruges-Knokke-Heist.

## Cas particuliers
Les munitions ont aussi été volontairement immergées dans certains lacs, étangs, douves, etc. (en France à Chaffois, dans le gouffre de Jardel, ou dans le lac d’Avrillé, en Suisse également) après les deux dernières guerres mondiales ou plus récemment l'ont été en quantité parfois importante et sans la moindre étude d'impact. Il est probable que le cycle des toxiques en eau douce et en milieu très confiné diffère fortement de ce qu’il est en mer. De même en mer, un dépôt de sub-surface (comme en Belgique) ne se comporte probablement pas comme un dépôt à grande profondeur, ou développe des impacts différents.
L'immense zone du golfe de Gascogne a été utilisée comme dépôt de munitions immergées, compte tenu de sa superficie (la moitié de la superficie de la France), et la présence de profondes fosses, en particulier celle du Gouf de Capbreton au large de Capbreton (Landes).
Dans le Golfe de Gascogne, par 4 500 mètres de profondeur, à 1 450 kilomètres des côtes françaises, et à environ 490 kilomètres au nord-ouest des côtes espagnoles, gît depuis le 12 avril 1970 le sous-marin nucléaire d'attaque soviétique K8 avec le reste de son armement constitué de quatre torpilles nucléaires. Le sous-marin a coulé avec ses deux réacteurs nucléaires lors d'un exercice naval dédié au centenaire de la naissance de Lénine,.
Au large de Lorient et à proximité de l'île de Groix subsistent de nombreux stocks de munitions. Celles-ci ont été immergées dans trois fosses, entre 1914 et les années 1970. On peut craindre qu'elles libèrent peu à peu leur contenu toxique, et en particulier le mercure du fulminate de mercure des amorces. D'autre part, un article dans Le Télégramme en date du 18 août 2004, rappelle la présence dans ces fosses, de 10 000 tonnes d’ypérite ou gaz moutarde, immergées dans des fûts en béton, au milieu des années 1960.

## Ypérite
L'ypérite est le toxique le plus utilisé en 1914-1918. Gazeux à l'air libre, il est liquide et se transforme en une substance collante et épaisse en dessous de 6 °C, notamment dans les fonds marins où il peut prendre l'apparence d'une galette de pétrole. Ce composé reste très stable et réactif tant qu'il ne s'est pas évaporé. De l'ypérite entreposée dans des installations terrestres durant plus de 80 ans est restée parfaitement active et pourrait semble-t-il le rester après plus de 50 ans sous l'eau. Dans l'eau de mer il peut être confondu avec du pétrole et exposer des pêcheurs, polluer un stock de poissons pêchés ou brûler des baigneurs ou des riverains.

## Impacts différés sur la santé?
Le Canadien Myles Kehoe cite dans une pétition adressée le 2 avril 2002 au vérificateur général du Canada, un chimiste militaire qui, en 1946, dans un article de presse, expliquait que le gaz des stocks immergés allait s'échapper lentement et qu'il ne serait pas nocif pour les pêcheurs ni pour les poissons. À l'époque, ajoute-t-il, on ignorait que les composants de l'ypérite ont la capacité de se lier de façon irréversible avec l'ADN et de dérégler son fonctionnement normal, et qu'ils peuvent prédisposer au cancer une personne qui y aurait été exposée ou susciter des anomalies congénitales chez ses enfants. C'est d'ailleurs cette même capacité à détruire l'ADN qui en a fait une des premières substances testées pour détruire les tumeurs cancéreuses (avec le platine).
La sédimentation élevée dans certains lacs et dans certaines zones marines peut noyer les obus ou des contenants de toxiques de combat sous la vase, ou sous d'autres déchets (8 000 conteneurs de déchets radioactifs anglais ont été immergés dans la fosse des Casquets qui contenait déjà un lit de munitions de la Seconde Guerre mondiale). Les munitions sont alors difficilement repérables par une caméra-robot sous-marine ou d'autres matériels. Les vases modernes sont souvent anormalement riches en matières organiques et pauvres en oxygène. Elles peuvent conserver des munitions actives durant des décennies, voire des siècles (et aussi favoriser la méthylation du mercure).
En cas de fuite ou accident, l'ypérite ou d'autres toxiques, et leurs produits toxiques de dégradation peuvent se disperser dans les sédiments environnants ou sous-jacents, exposant directement les poissons plats, les animaux fouisseurs. Les métabolites d'organismes marins peuvent à leur tour être contaminée (le mucus des arénicoles ou néréis (vers fouillant le sable ou la vase à la recherche de leur nourriture qui se débarrassent d'une partie de leurs toxines via leur mucus par exemple).
Il se trouve que dans le Pas-de-Calais, des quantités importantes de poissons plats présentent des tumeurs de la face ventrale avec des fréquences très anormales. (De Boulogne-sur-Mer jusqu'au niveau de la baie de Canche, au nord de l'estuaire de la Somme où l'on a durant plusieurs décennies fait pétarder les armes chimiques trouvés par les démineurs de la région). Que se passerait-il pour les poissons, les mammifères marins, les riverains, les pêcheurs en cas de migration d'ypérite dans les sédiments ?
Selon le ministère canadien de l'environnement : « Une fois que l'inventaire sera terminé, une évaluation de chaque site pourra être effectuée, sur le plan des risques pour la santé humaine et des risques écologiques […] ». Une réunion initiale s'est tenue le 21 mai 2002 au MDN avec le ministère des Pêches et des Océans, Environnement Canada et Ressources naturelles Canada pour discuter ce problème (en réponse à une pétition).
Le déversement en mer d'agents de guerre chimiques et biologiques est interdit au Canada depuis 1975. Depuis cette date, Environnement Canada a la responsabilité réglementaire de contrôler les activités de déversement en mer. Environnement Canada assure également la surveillance des sites d'immersion en mer en vertu de la Loi canadienne sur la protection de l'environnement.

## Nouveaux facteurs de risque?
Remarque préalable : Par chance, la plupart des zones terrestres concernées en Europe sont à faible risque d'incendie, et les sols y sont souvent à dominante calcaire alors que ce sont les sols acides qui accélèrent la corrosion et la circulation des métaux lourds, tout en augmentant la bio-disponibilité de ces derniers).
Le thème des risques pour l'eau n'a pas ou très peu été pris en compte lors de l'application en cours de la directive européenne sur l'eau.
Plusieurs phénomènes se croisent, exacerbant les risques liés aux objets explosifs et/ou toxiques légués par les guerres.
Ce sont notamment (liste non exhaustive) :

### L'avancée de la corrosion
Plus le temps passe, plus la dégradation des obus chimiques et des amorces (contenant du fulminate de mercure, des sels toxiques de plomb…) permet que leur contenu toxique puisse se répandre dans l'environnement sous des formes chimiques très pures et concentrées, rarement ou très peu présentes dans l'environnement naturel.

### L'ampleur et l'emprise croissante des activités maritimes
…qui augmentent le risque de contact direct ou de mise au jour d'objets dangereux et d'accélération de la corrosion par modification des courants, notamment en mer du Nord ou en mer Baltique,.
Les activités concernées sont notamment :
- la pêche sur les grands fonds (au Sabre, Grenadier, Empereur, etc.) ;
- la pose de câbles (électriques, téléphoniques, fibre optique, etc.)[15] ;
- les activités de prospection ou exploitation (pétrolières et gazières, et plus rarement minérales (gravières sous-marines, exploitation de nodules polymétalliques) ;
- la pose d'éoliennes offshore ou de turbines à courants ;
- la construction de barrages, écluses, pipe-lines, plateforme de forage, construction de ponts (ex. : entre Danemark et Suède) ;
- et autres activités sous-marines.

À titre d'exemple, lors de la construction par Mobil Oil du couloir du pipeline Venture au large de la côte de Nouvelle-Écosse (Canada) en 1983, des études du plancher océanique ont révélé à cette occasion la présence d'un site historique d'immersion de matériel militaire, qui a entraîné une modification de l'itinéraire du pipeline. Le Warfare Agent Disposal Project (Projet d'élimination des agents de guerre) vise au Canada à notamment « détecter, caractériser et cataloguer ces anciens sites d'immersion de matériel militaire ».
Les recherches sur le nettoyage et l'élimination des produits chimiques en question doivent être menées par des professionnels qualifiés des Forces armées canadiennes.
L'inventaire historique des sites d'immersion auquel le MDN procédait avec un groupe de travail interministériel. en 2002 « devrait aboutir à une meilleure connaissance de ces facteurs ».

### Fréquentation accrue des littoraux, des mers et des épaves
Un nombre accru de personnes sont ainsi exposées. Le nombre de personnes habitant les littoraux, fréquentant ses plages, pratiquant la plongée ou naviguant pour leurs loisirs n'a cessé d'augmenter depuis 60 ans. Il conviendrait d'étudier l'éventualité du risque de fuites de toxiques en mer, et de mieux informer les acteurs du littoral si ces études existent déjà ou au moins d'entretenir une veille plus organisée et pluridisciplinaire.
Les activités scientifiques, archéologiques et de plongée sous-marine, ou de loisir (ancrage de bateaux de plaisance ou de pêche, pêche à pied…) peuvent parfois aussi être concernées.

### Fréquence d’immersion et nature des produits
Dans le monde, depuis 7 ou 8 décennies, l'immersion de munitions et de déchets en mer et dans les lacs a été fréquente, associant souvent une grande diversité de déchets parfois à longue durée de vie (radioactifs notamment) et susceptibles de migrer et interagir entre eux après délitement ou dégradation des emballages ou containers.

### Interactions et synergies?
Dans les fosses profondes, on ne peut exclure que des réactions chimiques produites par le mélange de divers déchets immergés puissent dégager de la chaleur et faire remonter des substances indésirables vers la surface ou des courants qui les amèneraient vers le littoral ou des zones de pêche, de frayères, etc.

### Vieillissement des épaves
Des milliers de tonnes de munitions sont emprisonnées en Baltique dans l'épave de navires volontairement coulés après guerre. Assez de temps a passé pour que les premières de ces carcasses s'effondrent sur elles-mêmes (75 épaves environ existent en Manche/mer du Nord dont les plus anciennes se sont effondrées, mais elles sont exposées à des courants plus violents).

### Attraction des organismes marins
Tout objet ou structure posée sur le fond marin constitue un attrait pour de nombreux poissons et organismes aquatiques fixes ou mobiles (effet « récif artificiel »).

### Accessibilité à la faune
On sait maintenant que pour se nourrir, de nombreux poissons, oiseaux (pingouins, manchots, certains canards marins), et mammifères marins (cachalot notamment) descendent à des profondeurs bien plus importantes que ce qu'on pensait possible il y a 10 ans. Ils peuvent aussi consommer des poissons contaminés dans les grands fonds lorsque ces derniers remontent plus près de la surface.

### Accessibilité à l'homme
Des zones qu'on avait jugées il y a 60 ou 80 ans assez profondes ou assez éloignées pour être définitivement à l'abri des activités humaines sont en réalité devenues très accessibles et font l'objet de pêche au chalut, ou d'activités qui augmentent le risque de contact avec des munitions ou leur contenu. De plus, en raison de l'épuisement des autres stocks et grâce aux subventions accordées par les collectivités et l'appui d'organismes scientifiques, la pêche en eau profonde est maintenant largement pratiquée avec des moyens puissants. Dans le même temps de nombreux fonds sont dégradés par les chaluts sur le plateau continental, affaiblissant la capacité de cicatrisation des écosystèmes.
Les activités portuaires, creusement de chenaux, dragages, endiguements, construction d'épis modifient aussi les courants et peuvent mettre au jour des objets ou sites à risques.

### Érosion du trait de côte
Sur des zones aujourd'hui touristiques, où la présence militaire était importante (ex. : Nord de l'estuaire de la Somme ou de la Canche (où un camp d'entrainement a accueilli jusqu'à 80 000 personnes en 14-18), plages de Oye-plage ou de Wissant pour le Nord-Pas-de-Calais, le recul du trait de côte touche 75 % du littoral et peut atteindre près de 10 m/an, avec un risque persistant de mise au jour d'objets dangereux.

### Bioconcentration
Les écosystèmes marins sont connus pour être particulièrement performants en matière de bioconcentration et biomagnification (ex. : pour le méthylmercure). Les moules et huîtres peuvent rapidement et facilement concentrer à taux atteignant 700 000 fois à 1 million de fois des produits si peu présents dans l’eau qu’ils sont indétectables par les moyens classiques d’analyse.

### Travaux terrestres à risques
Sur terre, les grands travaux (ex. : TGV Paris-Lille, autoroute A1, projets d'A 21, TGV-Est et canal Seine-Nord), se font ou se sont faits sur des zones à risque dont en « zone rouge »).
De même, les pratiques agricoles et urbaines favorisant le ruissellement et l'érosion des sols obligent à des curages fréquents des cours d'eau. Ces curages, comme d'ailleurs les mises à grand gabarit renforcent le risque de contact avec des engins de guerre perdus ou des sédiments toxiques.
Sur terre, les pratiques agricoles (tracteurs de plus en plus puissants, dessouchage, labours profonds, sous-solage, drainage, suppression des talus, recul des herbages au profit du labour, etc.) sont autant de facteur exacerbant le risque.
Idem pour les pratiques forestières parfois très mécanisées (labour, sous-solage, drainage, terrassement…). Les forêts sont déjà des milieux qui ont accumulé beaucoup de plomb-métal issus des guerres et de la chasse. Certaines, dites « forêts de guerre » ont été plantées sur des sols bouleversés par les obus et bombes (dans la Meuse en particulier). Les faiblesses du suivi des produits issus des forêts du point de vue « métaux lourds », alors que la forêt couvre 40 % du territoire de l'UE, montre aussi une absence de prise de conscience du risque.

### Travaux marins et sous-marins
L'écholocation et les sondeurs utilisés pour la cartographie des fonds marins (ou lors d'études pour des forages pétroliers) utilisent des ondes acoustiques puissantes (dépassant le seuil de la douleur des êtres humains et pour beaucoup d'animaux marins). Certains s'interrogent sur l'effet éventuel de ces ondes sur des obus ou contenants qui seraient déjà très érodés, dans les fonds marins où ils sont soumis à une forte pression.
Les tuyaux de gaz (projet balte), les ponts (ponts Danemark-Suède), la pose de câbles sous-marins, la construction d'éoliennes offshore ou de centrales électriques à vagues, etc., sont des facteurs de risques supplémentaires.

## Remarque sur la localisation des risques et dangers

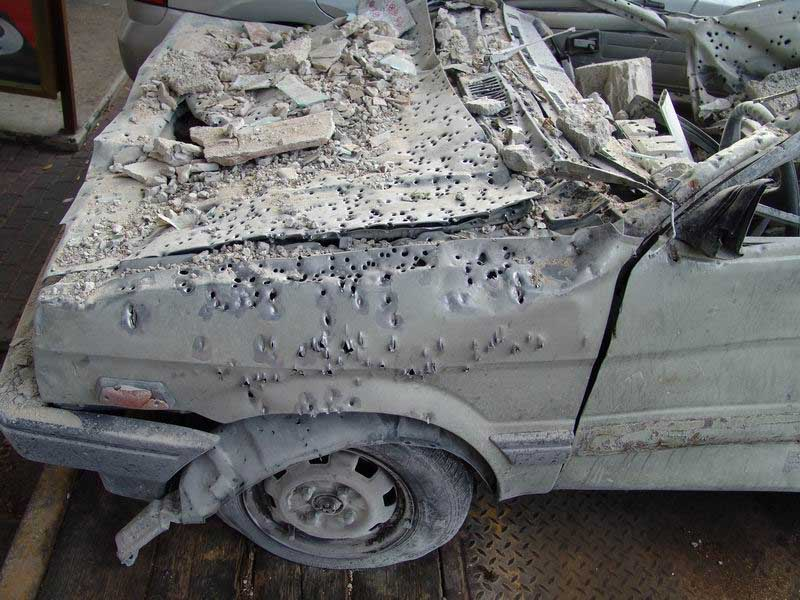
Voiture touchée par des shrapnels à Haïfa, 4 août 2006

En de nombreux endroits du monde, des mines, engins explosifs, armes chimiques ou explosifs ont été stockés et parfois oubliées.
On pense naturellement aux champs de bataille, mais sont aussi parfois concernés les lieux de fabrication d'armes, munitions ou explosifs (AZF Toulouse) ou de sites d'exercices (lacs, tir sur cible en mer) sont aussi parfois très concernés, sur des zones parfois très éloignées des zones de guerre.
Après la fin de la Seconde Guerre mondiale et parmi les pays qui ont rapidement reconnu avoir immergé des armes chimiques figurent au moins : l'Irlande, le Royaume-Uni, l'Australie, la Russie, les États-Unis, le Japon, le Canada, puis plus tard la Belgique. La France, quant à elle, est restée très discrète sur ses activités d'immersion.

### États-Unis
Ainsi, par exemple, sur la péninsule de Seward, en Alaska, les populations locales ont découvert des boîtes métalliques d'ypérite à demi enfouies dans la toundra (milieu généralement très acide, riche en lichens et champignons, pâturé par les caribous, propice à la circulation des métaux lourds et à la contamination des réseaux trophiques). Les populations autochtones y ont aussi découvert des batteries en corrosion dans des rivières où elles puisent leur eau potable pour leurs camps de pêche, l'été, ainsi que des véhicules jetés au rebut par l'armée américaine.
Lors de l'opération CHASE, des navires furent coulés avec des munitions au large de la Floride et des Bahamas, de mai 1964 jusqu'au début des années 1970. Des chercheurs américains de Monterey ont estimé que cette opération et d'autres, ont contribué au déversement en mer, de plus d’un million de tonnes de munitions de guerre chimique, dont 60 tonnes de Sarin contenus dans 12 000 roquettes.

### Canada
Au Canada, des munitions immergées se trouvent toujours dans le port d'Halifax, en Nouvelle-Écosse. Elles datent de l'explosion du 6 décembre 1917, qui s'est produite lorsque le navire français Mont-Blanc, transportant des munitions à destination de l'Europe, alors en guerre, entra en collision avec un navire norvégien, l'Imo.

### Royaume-Uni
La fosse de Beaufort (Beaufort's Dyke) est une fosse marine séparant les îles d'Irlande du Nord de celles de l'Écosse. C'est la partie la plus profonde du canal du Nord (North Channel). Cette fosse est aussi connue comme l'un des plus grands sites sous-marins ayant été utilisés en Europe comme décharge pour des munitions (conventionnelles et chimiques) et matériels de guerre (dizaines de sous-marins U-Boot allemands, en particulier). Elle a aussi reçu des déchets radioactifs.

### Belgique
C’est en mer du Nord que subsiste le plus important dépôt de munitions de la Première Guerre mondiale. Sur le banc de sable de Paardenmarkt, (au large de Knokke-Heist et à l'est du port de Zeebruges), ont été déversés en 1919, 35 000 tonnes de munitions (estimation), dont un tiers probablement chargées d’ypérite et de chloropicrine, ont sombré dans l’oubli en même temps que dans l’eau.
Des travaux de dragage en 1971 rappelèrent leur présence dans cette zone d’1,5 km2 signalée sur les cartes maritimes par un carré avec interdiction de pêche et d’ancrage. À la suite de mesures magnétiques réalisées en 1998, la zone d’interdiction a été étendue à un pentagone de 3 km2. Selon des analyses, effectuées chaque année, les taux de toxiques et métaux lourds dégagés seraient infimes, dilués dans l'immense quantité d’eau de la mer du Nord, et la dégradation des obus s’étalerait sur plusieurs centaines d’années.

### Suisse
En Suisse, de la munition immergée se trouve dans différents lacs (Thoune, Brienz, Quatre-Cantons, col du Saint-Gothard) les autorités ont décidé de les y laisser. Le lac de Thoune contient 4 600 tonnes de munitions qui ont été immergées entre 1920 et 1963. De nombreux poissons, dont plus de 40 % des corégones (ou palées), y sont victimes d'anomalies congénitales et sexuelles, sans que les analyses faites aient pu établir qu'elles soient induites par des fuites de toxiques à partir des milliers de munitions jetées au fond du lac. Les recherches effectuées en 2017 n'ont pas permis d'identifier des traces de pollution, et ont confirmé les conclusions des analyses de 2012. À titre préventif, des analyses des sédiments et de l'eau sont prévues en 2019.

### Norvège
Des 400 épaves de navires, datant de la Seconde Guerre mondiale, l'épave du sous-marin allemand de type U-Boot, le U-864, qui a été coulé le 9 février 1945 à proximité de l'île de Fedje près de Bergen, est la plus problématique pour l'environnement, car elle contenait, en particulier, 65 tonnes de mercure (destinées à soutenir l'effort de guerre japonais). Compte tenu de la corrosion, les flasques d'acier contenant le mercure, perdent de leur épaisseur (certaines 4 sur 5 mm), et suintent inéluctablement (perte annuelle estimée à 4 kilogrammes en 2006). Plusieurs kilogrammes de mercure se sont déjà répandus dans les sédiments, et ont contaminé aussi les poissons. L'épave n'a été découverte que le 22 février 2003, et depuis lors, la pêche est interdite dans une zone de 30 000 m2. Diverses études et projets ont été menés par l'administration côtière norvégienne (Kystverket), mais la dépollution de l'épave et du site n'avait toujours pas commencé à la fin 2015.
En définitive, c'est le plan sarcophage qui a été retenu, consistant à réaliser un remblai en versant jusqu'à 300 000 tonnes de sable dans un long couloir vertical pour créer un tumulus de forme irrégulière. Le monticule augmenterait de 36 pieds (11 mètres) au-dessus du fond de la mer, assez pour couvrir les points les plus élevés du navire naufragé. Le sable sera ensuite recouvert par une couche de deux pieds d'épaisseur, (60 cm) de roches pour prévenir l'érosion.
Le 15 septembre 2017, Kystverket, indique que des mesures au niveau du U-864, ont été réalisées, et que les résultats des lectures des capteurs (mesures de la pression hydrostatique) sur le remblai montrent que la stabilisation des fonds marins se réalise comme prévu. Les mesures de stabilisation se termineront à la fin 2017/2018 et les capteurs seront alors supprimés.

### Europe
En 2005, quelques articles de presse évoquaient la publication discrète d’un rapport de la Commission OSPAR (La Convention pour la protection du milieu marin de l'Atlantique du Nord-Est). Elle définit les modalités de la coopération internationale pour la protection du milieu marin de l'Atlantique du nord-est. Elle est entrée en vigueur le 25 mars 1998 et remplacé les Conventions précédentes d'Oslo et de Paris de 1992. Elle a été actualisée plus récemment en 2007.
OSPAR intègre un groupe « biodiversité » qui a notamment travaillé sur le problème des séquelles maritimes de guerre, et en particulier sur les problèmes posés par les nombreux sites de munitions immergées. Avait aussi été fixé pour les parties prenantes un objectif pour 2010 : l'établissement d'un « réseau cohérent d'aires marines protégées » et de cartes des dépôts immergés des munitions datant des deux guerres.
C’est face au littoral français que le nombre de dépôts immergés est le plus important. Alors que ces munitions commencent à fuir et à perdre leurs contenus toxiques, la question de leur devenir se pose. Une centaine de zones mortes ont été répertoriées en mer par l’ONU, la plupart coïncident avec des zones d’immersion de munitions, ce qui pose la question de l’évaluation des impacts environnementaux de ces déchets toxiques et/ou dangereux immergés.
Les taux de mercure augmentent de manière préoccupante dans les écosystèmes et notamment dans les milieux halieutiques[réf. souhaitée]. On peut craindre qu’une partie de ce mercure provienne des milliards d’amorces au fulminate de mercure, immergées dans les mers, chaque amorce contenant, en moyenne, un gramme de mercure.